# Landstände der Grafschaft Schaumburg
Die Landstände der Grafschaft Schaumburg bestanden seit dem Mittelalter und traten letztmals 1815 zusammen.

## Geschichte
Im Mittelalter entstanden in der Grafschaft Schaumburg wie auch in anderen Territorien Landstände. Mit dem Tod von Otto V. von Schaumburg 1640 starb dessen Geschlecht aus und die Grafschaft Schaumburg wurde unter den Landgrafen von Hessen-Kassel (späterer Landkreis Grafschaft Schaumburg) und den Grafen zur Lippe (nachfolgendes Fürstentum Schaumburg-Lippe) aufgeteilt, einige Gebiete fielen auch an das Herzogtum Braunschweig-Lüneburg. 
Die Landstände der Grafschaft Schaumburg bestanden jedoch ungeteilt als Institution weiter. Sie wurden sowohl als Samtlandtage als auch als hessische bzw. Schaumburg-Lippische Speziallandtage einberufen. Sie waren organisatorisch völlig von den Landständen der Landgrafschaft Hessen getrennt, es gab keine gemeinsamen Sitzungen.
Am Ende des 18. Jahrhunderts schliefen die Landstände ein und wurden nicht mehr einberufen. Sie bestanden aber fort. 1815 berief Kurfürst Wilhelm I. zu einem letzten Speziallandtag für den hessischen Teil der Grafschaft Schaumburg ein. Mit der kurhessischen Verfassung von 1831 und der Bildung der Kurhessischen Ständeversammlung endete die Geschichte der alten Landstände auch formell.

## Zusammensetzung
Die Landstände bestanden aus drei Kurien:
1. Prälaten
2. Ritterschaft
3. Städte

Den Stand der Prälaten gab es nur im hessischen Teil. Hier waren folgende drei Klöster vertreten:
- Kloster Möllenbeck
- Stift Fischbeck
- Stift Obernkirchen

Da das Stift Fischbeck und das Stift Obernkirchen Frauenklöster waren, nahmen für dieses jeweils Frauen, nämlich die Äbtissinnen, an den Beratungen teil. Das Kloster Möllenbeck war 1640 aufgehoben und in eine Staatsdomäne umgewandelt worden. Die Einkünfte dieser Domäne gingen überwiegend an die Universität Rinteln, die damit auch die Landstandschaft übernahm.
Die Landtagsberechtigung der Ritterschaft hing am Besitz eines landtagsfähigen Rittergutes und der Zugehörigkeit zu einer adligen Familie. Erwarb ein Bürgerlicher ein Rittergut, so erwarb er damit keine Landtagsberechtigung. Im hessischen Teil besaßen Ende des 18. Jahrhunderts folgende Familien Landtagsfähigkeit:
1. von Münchhausen zu Rinteln, Oldendorf und Apelern
2. von Bardeleben zu Gut Kattenbruch (Rolfshagen)
3. von Busch zu Gut Stau (Hessisch Oldendorf)
4. Von Landesberg zu Gut Wormsthal (Auetal)
5. von Zersen zu Krückenberg und Gut Echtringhausen (Rinteln)
6. von Brink zu Gut Riepen
7. Graf von Wartensleben zu Exten
8. von Hammerstein zu Apelern
9. von Schellersheim zu Rinteln
10. von Post zu Oldendorf
11. von  Mengersen zu Oldendorf
12. von Ditfurth zu Gut Dankersen (Todenmann)
13. von Westphalen zu Rinteln
14. von Berner zu Rinteln
15. von Cornberg zu Gut Bodenengern (Rannenberg)

Die ritterschaftlichen Mitglieder wählten einen Direktor, der den Vorsitz auf dem Landtag führte und für die ritterschaftlichen Angelegenheiten verantwortlich war. Ebenso wählten sie den Landrat für die Grafschaft Schaumburg. 
Nach Artikel 72 der Niedersächsischen Verfassung bestehen die historischen Körperschaften, darunter auch die niedersächsischen Ritterschaften, als Körperschaften des öffentlichen Rechts weiter. Mitglieder der Schaumburger Ritterschaft sind die jeweiligen Besitzer der dort immatrikulierten Rittergüter.  
Folgende Städte waren im hessischen Teil landtagsfähig: Rinteln, Oldendorf, Obernkirchen, Sachsenhagen, Rodenberg.

## Kompetenzen und Zusammentreten
Die Landstände hatten das Recht zur Steuerbewilligung. Sie traten auf Einberufung durch den/die Landesherren zusammen.
Seit der Teilung der Grafschaft gab es fünf Samtlandtage (1649 in Obernkirchen, 1650 und 1651 in Stadthagen, 1656 und 1661 in Rinteln). Danach wurde nur noch zu Speziallandtagen eingeladen. Diese fanden für den hessischen Teil in Rinteln statt. Landtage fanden 1661, 1672, 1673, 1688, 1689, 1693, 1701, 1704, 1716, 1731, 1740, 1744, 1755, 1762, 1772, 1773 und 1774 statt. Landtagskommissar war der Chef oder einer der Räte der landgräflichen Regierung der Grafschaft Schaumburg.

## Landtag 1815
Am 15. April 1815 wurde der Landtag letztmals einberufen. Der Kurfürst berief hierzu noch zusätzlich zwei Vertreter der Bauernschaft ein. Dies entsprach auch dem Vorgehen beim kurhessischen Landtag, den er am 1. März 1815 einberufen hatte. Der Landtagsabschied datiert vom 12. Mai 1817.
Liste der Abgeordneten (unvollständig)
- Johann Philipp Carl Fürstenau (Bürgermeister von Rinteln)
- Georg Alexander Ludwig von Ditfurth
- Friedrich August Klostermann (Gutsbesitzer)
- Johann Henrich Korff (Colon)
- Carl Eduard Friedrich Münchhausen
- Philipp Diderich Schumacher (Bürgermeister in Hessisch-Oldendorf)
- Philipp Ernst von Landesberg (Gutsbesitzer)
- Börries Friedrich Carl Freiherr von Hammerstein (Gutsbesitzer)[1]